# 1990 QY2
1990 QY2 är en asteroid i huvudbältet som upptäcktes den 28 augusti 1990 av den amerikanske astronomen Henry E. Holt vid Palomarobservatoriet.